# جيمس هازن هايد
جيمس هازن هايد (بالإنجليزية: James Hazen Hyde)‏ هو رائد أعمال أمريكي، ولد في 6 يونيو 1876 في نيويورك في الولايات المتحدة، وتوفي بنفس المكان في 26 يوليو 1959.

## وصلات خارجية
- جيمس هازن هايد على موقع أوليمبيديا (الإنجليزية)